# チョウカイキャロル
チョウカイキャロル（1991年 - 2019年）は日本の競走馬。ブライアンズタイムの初年度産駒の一頭であり、1994年の優駿牝馬（オークス）で優勝した。
※馬齢は旧表記で統一する。

## 戦績
1994年1月の新馬戦（ダート1800m）でデビューし、大差勝ちを収める。次走セントポーリア賞（500万条件）は後の天皇賞馬オフサイドトラップの2着。初重賞となったフラワーカップで3着に敗れたことで収得賞金を加算できず、桜花賞を断念し「残念桜花賞」こと忘れな草賞に出走、4馬身差で圧勝する。優駿牝馬（オークス）では前走の内容から桜花賞馬オグリローマンに次ぐ2番人気に支持され、好位抜け出しの強い競馬でゴールデンジャックを3/4馬身抑えて優勝、GI勝ちを飾る。
休養を挟んだ秋はサファイヤステークス2着の後エリザベス女王杯へと出走。当時の規定で外国産馬であったが為にクラシックに出走できず、裏街道で勝ち星を重ねトライアルも連勝したヒシアマゾンと激しい叩き合いを演じほぼ同時にゴール板を駆け抜けた。長い写真判定の末、僅か3センチの差でヒシアマゾンの2着に敗れる。年末の有馬記念では8着に惨敗した。
この後は1995年2月の京都記念4着を経て3月の中京記念に勝ち、5月の京阪杯では直後に宝塚記念を制するダンツシアトルの2着と牝馬としては悪くないレースを続けたが、宝塚記念12着の後に真菌性喉のう炎という病気を発症していることが判明し休養、そのまま引退した。
主戦騎手は小島貞博だったが、当時は師匠の戸山為夫調教師の死去による厩舎解散、後を継いだ森秀行調教師の騎乗方針変更で小島の騎乗機会は激減していた。そこで兄弟子である鶴留調教師が小島に声を掛け、チョウカイキャロルに騎乗することになった。この成功がのちにタヤスツヨシでの当時JRAタイ記録の日本ダービー2勝目に繋がることになる。

## 競走成績
以下の内容は、netkeiba.comに基づく。
| 競走日     | 競馬場 | 競走名           | 格      | 距離（馬場）  | 頭 数 | 枠 番 | 馬 番 | オッズ （人気） | 着順 | タイム （上り3F） | 着差 | 騎手     | 斤量 [kg] | 1着馬（2着馬）         | 馬体重 [kg] |
| ---------- | ------ | ---------------- | ------- | ------------- | ----- | ----- | ----- | --------------- | ---- | ----------------- | ---- | -------- | --------- | ---------------------- | ----------- |
| 1994.01.05 | 阪神   | 4歳新馬          |         | ダ1800m（良） | 13    | 8     | 13    | 001.60（1人）   | 01着 | R1:57.6（38.8）   | -2.0 | 小島貞博 | 53        | （エミネントバイオ）   | 462         |
| 0000.01.31 | 東京   | セントポーリア賞 | 500万下 | 芝1800m（良） | 15    | 8     | 15    | 004.30（2人）   | 02着 | R1:48.7（35.7）   | -0.4 | 小島貞博 | 53        | オフサイドトラップ     | 462         |
| 0000.03.19 | 中山   | フラワーC        | GIII    | 芝1800m（良） | 11    | 7     | 8     | 002.50（1人）   | 03着 | R1:50.9（35.7）   | -0.3 | 小島貞博 | 53        | オンワードノーブル     | 450         |
| 0000.04.10 | 阪神   | 忘れな草賞       | OP      | 芝2000m（良） | 14    | 6     | 10    | 001.80（1人）   | 01着 | R2:02.7（36.3）   | -0.7 | 小島貞博 | 54        | （ダンツヒスイ）       | 452         |
| 0000.05.22 | 東京   | 優駿牝馬         | GI      | 芝2400m（良） | 18    | 2     | 3     | 004.70（2人）   | 01着 | R2:27.5（37.7）   | -0.1 | 小島貞博 | 55        | （ゴールデンジャック） | 450         |
| 0000.09.24 | 中京   | サファイヤS      | GIII    | 芝2000m（良） | 9     | 2     | 2     | 001.30（1人）   | 02着 | R2:01.8（35.1）   | -0.3 | 小島貞博 | 54        | テンザンユタカ         | 456         |
| 0000.11.13 | 京都   | エリザベス女王杯 | GI      | 芝2400m（良） | 18    | 8     | 17    | 007.20（2人）   | 02着 | R2:24.3（34.9）   | -0.0 | 小島貞博 | 55        | ヒシアマゾン           | 462         |
| 0000.12.25 | 中山   | 有馬記念         | GI      | 芝2500m（良） | 13    | 8     | 13    | 032.80（9人）   | 08着 | R2:33.6（36.0）   | -1.4 | 小島貞博 | 53        | ナリタブライアン       | 454         |
| 1995.02.12 | 京都   | 京都記念         | GII     | 芝2200m（良） | 8     | 7     | 7     | 003.40（2人）   | 04着 | R2:12.0（34.8）   | -0.2 | 小島貞博 | 55        | ワコーチカコ           | 462         |
| 0000.03.19 | 中京   | 中京記念         | GIII    | 芝2000m（良） | 13    | 5     | 6     | 002.40（1人）   | 01着 | R2:01.2（36.5）   | -0.0 | 小島貞博 | 56.5      | （メイショウレグナム） | 464         |
| 0000.05.13 | 京都   | 京阪杯           | GIII    | 芝2000m（良） | 12    | 8     | 13    | 003.30（3人）   | 02着 | R1:59.1（35.2）   | -0.2 | 小島貞博 | 55        | ダンツシアトル         | 462         |
| 0000.06.04 | 京都   | 宝塚記念         | GI      | 芝2200m（良） | 17    | 7     | 14    | 028.9（10人）   | 12着 | R2:11.6（35.6）   | -1.4 | 小島貞博 | 54        | ダンツシアトル         | 462         |

## 繁殖牝馬として
1996年に故郷の谷川牧場で繁殖入りした。2002年生まれのチョウカイシャトル（父：ピルサドスキー）が5勝を挙げオープン級まで出世しているが、全体的には振るわない。2006年までに8頭の仔を産んだが、以後は不受胎が続き産駒を出せないまま、2012年に繁殖を引退した。その後は谷川牧場で功労馬として繋養されていた。2019年に肺炎のため死亡した、28歳だった。鶴留は「弱い面があったのでデビューが遅くなり、賞金不足で桜花賞には出られませんでしたが、もともと2000メートル以上あった方がいい馬だと思っていました。牝馬だけど、牡馬のような堂々とした体つき、筋肉でオークスでは横綱相撲で勝ってくれました。このような素晴らしい馬に出会えたことに心から感謝しています」とコメントを残した。

## 血統表
| チョウカイキャロルの血統                           | チョウカイキャロルの血統            | チョウカイキャロルの血統            | （血統表の出典）                    | （血統表の出典） |
| 父系                                               | ロベルト系                          | ロベルト系                          | ロベルト系                          | [ § 2 ]          |
| 父 *ブライアンズタイム Brian's Time 1985 黒鹿毛    | 父の父Roberto 1969 鹿毛             | Hail to Reason                      | Turn-to                             | Turn-to          |
| 父 *ブライアンズタイム Brian's Time 1985 黒鹿毛    | 父の父Roberto 1969 鹿毛             | Hail to Reason                      | Nothirdchance                       |                  |
| 父 *ブライアンズタイム Brian's Time 1985 黒鹿毛    | 父の父Roberto 1969 鹿毛             | Bramalea                            | Nashua                              | Nashua           |
| 父 *ブライアンズタイム Brian's Time 1985 黒鹿毛    | 父の父Roberto 1969 鹿毛             | Bramalea                            | Rarelea                             |                  |
| 父 *ブライアンズタイム Brian's Time 1985 黒鹿毛    | 父の母Kelley's Day 1977 鹿毛        | Graustark                           | Ribot                               | Ribot            |
| 父 *ブライアンズタイム Brian's Time 1985 黒鹿毛    | 父の母Kelley's Day 1977 鹿毛        | Graustark                           | Flower Bowl                         |                  |
| 父 *ブライアンズタイム Brian's Time 1985 黒鹿毛    | 父の母Kelley's Day 1977 鹿毛        | Golden Trail                        | Hasty Road                          | Hasty Road       |
| 父 *ブライアンズタイム Brian's Time 1985 黒鹿毛    | 父の母Kelley's Day 1977 鹿毛        | Golden Trail                        | Sunny Vale                          |                  |
| 母 *ウイットワタースランド Witwatersrand 1981 鹿毛 | 母の父Mr. Prospector 1970 鹿毛      | Raise a Native                      | Native Dancer                       | Native Dancer    |
| 母 *ウイットワタースランド Witwatersrand 1981 鹿毛 | 母の父Mr. Prospector 1970 鹿毛      | Raise a Native                      | Raise You                           |                  |
| 母 *ウイットワタースランド Witwatersrand 1981 鹿毛 | 母の父Mr. Prospector 1970 鹿毛      | Gold Digger                         | Nashua                              | Nashua           |
| 母 *ウイットワタースランド Witwatersrand 1981 鹿毛 | 母の父Mr. Prospector 1970 鹿毛      | Gold Digger                         | Sequence                            |                  |
| 母 *ウイットワタースランド Witwatersrand 1981 鹿毛 | 母の母Sleek Belle 1972 鹿毛         | Vaguely Noble                       | *ヴィエナ                           | *ヴィエナ        |
| 母 *ウイットワタースランド Witwatersrand 1981 鹿毛 | 母の母Sleek Belle 1972 鹿毛         | Vaguely Noble                       | Noble Lassie                        |                  |
| 母 *ウイットワタースランド Witwatersrand 1981 鹿毛 | 母の母Sleek Belle 1972 鹿毛         | Sleek Dancer                        | Northern Dancer                     | Northern Dancer  |
| 母 *ウイットワタースランド Witwatersrand 1981 鹿毛 | 母の母Sleek Belle 1972 鹿毛         | Sleek Dancer                        | Victorine                           |                  |
| 母系(F-No.)                                        | ウイットワタースランド(USA)(FN:9-f) | ウイットワタースランド(USA)(FN:9-f) | ウイットワタースランド(USA)(FN:9-f) | [ § 3 ]          |
| 5代内の近親交配                                    | Nashua 4×4=12.50%                   | Nashua 4×4=12.50%                   | Nashua 4×4=12.50%                   | [ § 4 ]          |
| 出典                                               | 1. 2. 3. 4.                         | 1. 2. 3. 4.                         | 1. 2. 3. 4.                         | 1. 2. 3. 4.      |

- 半姉Celtic Loot（父Irish River）の孫にLeadership（ミラノ大賞典）がいる。
- 母の全姉Chic Belleの孫にイコールパートナー・ベストメンバー・ウイングレイテストの母グレートキャティがいる。